# Altes Brücktor

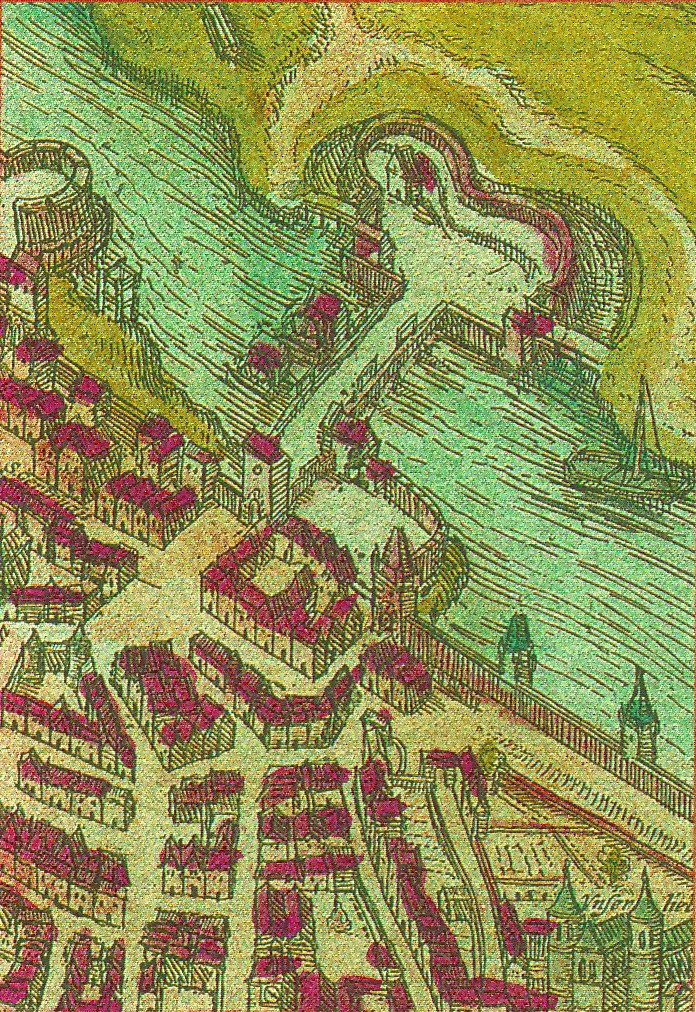
Altes Brücktor auf einem Kupferstich von 1572

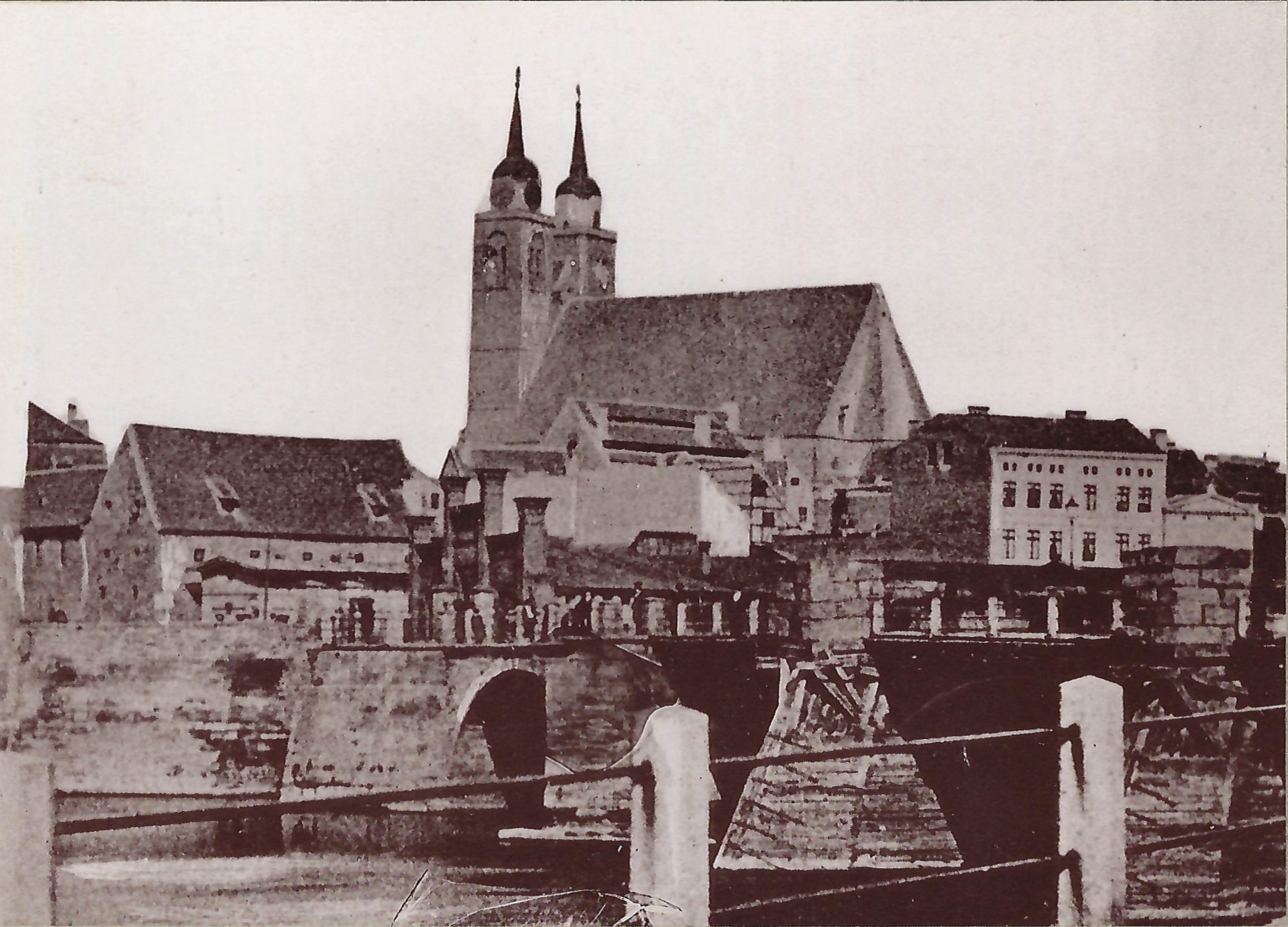
Alte Strombrücke vor 1862

Das Alte Brücktor war ein Teil der historischen Stadtbefestigung der Stadt Magdeburg und gehörte zu den Anlagen der Festung Magdeburg.

## Lage
Das Tor diente als Zugang zur Stadt für den über die Strombrücke über Elbe fließenden Verkehr. Die mittelalterliche Elbbrücke und damit auch das Brücktor lagen etwas südlich der heutigen Neuen Strombrücke am westlichen Elbufer und sicherten den stadtseitigen Zugang zur damals einzigen Elbbrücke der Region.

## Geschichte
Die Anlage des Tors war im 13. Jahrhundert als typisches mittelalterliches Stadttor mit Turm und Torhaus als eines von zunächst sechs Stadttoren erfolgt. Eine erste urkundliche Erwähnung erfolgte 1424. Anfang des 16. Jahrhunderts erfolgte die Verstärkung des Tors durch ein Rondell.
1862 erfolgte der Bau einer neuen Strombrücke, die sich nördlich der alten und auch nördlich der heutigen, in direkter Verlängerung der Johannisbergstraße befand. Das Alte Brücktor verlor damit seine Funktion und wurde durch das weiter nördlich ab 1860 errichtete Neue Brücktor ersetzt. Auch dieses Tor besteht jedoch heute nicht mehr.
Noch viele Jahre erinnerte die Benennung einer Straße als Am Alten Brücktor an das Tor. Die Straße wurde jedoch nach dem sich nicht an die historische Stadtstruktur haltenden Wiederaufbau der Stadt nach den Zerstörungen im Zweiten Weltkrieg aufgegeben. Die heute an dieser Stelle befindliche Zufahrt zum Einkaufszentrum Alleecenter ist unbenannt.